# Bagno (Racięcice)
Bagno – część wsi Racięcice w Polsce, położona w województwie wielkopolskim, w powiecie konińskim, w gminie Sompolno.
W latach 1975–1998 Bagno należało administracyjnie do województwa konińskiego.